# یارنوستاو
یارنوستاو (به لاتین: Jarnostaw) یک روستا در لهستان است که در گمینا سوشنگه واقع شده‌است.